# Liste der Naturdenkmale in Wolsfeld
Die Liste der Naturdenkmale in Wolsfeld nennt die im Gemeindegebiet von Wolsfeld ausgewiesenen Naturdenkmale (Stand 13. April 2024).

## Naturdenkmale
| Nr.         | Bezeichnung                        | Lage                            | Beschreibung                                                                                      | Bild                                    |
| ----------- | ---------------------------------- | ------------------------------- | ------------------------------------------------------------------------------------------------- | --------------------------------------- |
| ND-7232-411 | Winterlinde bei der Hubertuskirche | Hubertusstraße, bei Nr. 34 Lage | Tilia cordata, um 1700 gepflanzt; 20 m hoch bei 4,0 m Brusthöhenumfang und 20 m Kronendurchmesser | Fotos hochladen                         |
| ND-7232-414 | Lindenallee Bahnhofstraße          | Bahnhofstraße Lage              | Tilia cordata, 38 Bäume, Allee um 1900 angelegt                                                   | Direkt Bild zu diesem Denkmal hochladen |

## Ehemalige Naturdenkmale
| Nr.         | Bezeichnung                 | Lage                             | Beschreibung                | Bild                                    |
| ----------- | --------------------------- | -------------------------------- | --------------------------- | --------------------------------------- |
| ND-7232-434 | Zierbaum an der Pfarrkirche | Europastraße, hinter Nr. 39 Lage | Rechtsverordnung aufgehoben | Direkt Bild zu diesem Denkmal hochladen |